# Anomala semitonsa
Anomala semitonsa är en skalbaggsart som beskrevs av Bates 1888. Anomala semitonsa ingår i släktet Anomala och familjen Rutelidae. Inga underarter finns listade i Catalogue of Life.